# Rønshoved
Rønshoved (tysk: Randershof) er en lokalitet i Sønderjylland, ved Flensborg Fjord, mellem Rinkenæs og Kollund. Den ligger i Holbøl Sogn, Aabenraa Kommune og tilhører Region Syddanmark.
Stedet er især kendt for Rønshoved Højskole, der blev etableret 1921. Forstander for skolen har siden 2001 været Nina og Thue Kjærhus. Den en af Danmarks store grundtvigske folkehøjskoler og stedet hvor Bertel Haarder er født.
Området er et særdeles naturskønt område med fredet bøgeskov og fjordudsigt. Fjordvejen mellem Kruså og Rinkenæs går her forbi.
|  | Denne artikel om lokaliteten Rønshoved kan blive bedre, hvis der indsættes et (bedre) billede. Du kan hjælpe ved at afsøge Wikimedia Commons for et passende billede eller lægge et op på Wikimedia Commons med en af de tilladte licenser og indsætte det i artiklen. |

54°52′27″N 9°30′58″Ø / 54.87417°N 9.51611°Ø